# Otto Hellwig (Politiker)
Otto Georg Friedrich Hellwig (* 22. Februar 1838 in Berlin; † 19. Juli 1915 ebenda) war ein deutscher Politiker.

## Leben
Als Sohn des Geheimen Legationsrates Friedrich Hellwig geboren, studierte Otto Hellwig nach dem Besuch des Friedrich-Wilhelm-Gymnasiums Berlin Rechtswissenschaften in Bonn. Während seines Studiums wurde er 1857 Mitglied der Bonner Burschenschaft Frankonia. Er nahm 1864 am Deutsch-Dänischen Krieg und 1866 am Deutschen Krieg teil. Nach Examen und Referendariat ging er 1865 ins Preußische Außenministerium. 1867 wurde er etatmäßiger Expedient und wurde 1870 Legationsrat. Auch am Deutsch-Französischen Krieg 1870/71 nahm er teil. 1871 leitete er kommissarisch das Pariser Konsulat und wurde 1872 Ständiger Hilfsarbeiter im Auswärtigen Amt. 1873 wurde er zum Wirklichen Legationsrat befördert und wurde Vortragender Rat im Auswärtigen Amt. 1877 wurde er Geheimer Legationsrat. 1884 führte er kommissarisch die Direktorialgeschäfte im Auswärtigen Amt. Dort wurde er 1885 zum Direktor befördert, zum Wirklichen Geheimen Legationsrat ernannt und Leiter der Rechtsabteilung. 1885 war er Stellvertretender Bevollmächtigter zum Bundesrat, 1886 wurde er Mitglied des Preußischen Staatsrats. 1895 wurde er Wirklicher Geheimer Rat mit dem Prädikat Exzellenz. 1902 ging er in den Ruhestand. Von 1869 bis 1884 war er Mitglied des Vorsteher-Gremiums der Berliner Singakademie, mit der die Familie, seitdem der Hof- und Domorganist Ludwig Hellwig dort Vizedirektor war, bis ins 20. Jahrhundert eng verbunden war.